# Ершиха (Кубенское сельское поселение)
Ершиха — упразднённая деревня в Харовском районе Вологодской области России.
В рамках организации местного самоуправления входила в состав Кубенского сельского поселения, в рамках административно-территориального устройства — в Кубинский сельсовет.
Расстояние до районного центра Харовска по автодороге — 33 км, до центра муниципального образования Сорожина по прямой — 18 км. Ближайшие населённые пункты — Самылиха, Ивановское, Харенское, Колыбаниха, Мишковское, Гора, Федоровское.
По данным переписи в 2002 году постоянного населения не было.